# جان گی (فیلم‌نامه‌نویس)
جان گِـی (انگلیسی: John Gay؛ ‏ ۱ آوریل ۱۹۲۴ – ۴ فوریهٔ ۲۰۱۷) فیلم‌نامه‌نویس، نویسنده و بازیگر اهل ایالات متحده آمریکا بود.
از فیلم‌ها یا مجموعه‌های تلویزیونی که وی در آن‌ها نقش داشته‌است، می‌توان به بی‌صدا فرار کن، بی‌صدا دور شو، میزهای تک‌نفره، چهار سوار سرنوشت، سرباز آبی، گاهی فکری بزرگ، بینوایان، آیوانهو، پناهگاه، گوژپشت نتردام و داستان دو شهر اشاره نمود.